# 里亞尼拉河
18°58′35″S 49°06′10″E / 18.97639°S 49.10278°E
里亞尼拉河，是馬達加斯加的河流，位於該國東部，由阿齊那那那區負責管轄，河道全長134公里，流域面積7,820平方公里，最終在武希巴納尼以南注入印度洋。